# Nagrzewarka
Nagrzewarka - urządzenie techniczne do nagrzewania przedmiotów metalowych, zwykle do celów technologicznych (obróbka cieplna lub obróbka plastyczna).
Nagrzewarka indukcyjna - nagrzewa prądem wzbudzonym przez indukcję elektromagnetyczną.